# Шюпфхайм (Люцерн)
Шюпфхайм (нем. Schüpfheim LU) — коммуна в Швейцарии, окружной центр, находится в кантоне Люцерн. 
Входит в состав округа Энтлебух. Население составляет 3747 человек (на 31 декабря 2006 года). Официальный код — 1008.